# ثيودور نيوتن
ثيودور نيوتن (بالإنجليزية: Theodore Newton)‏ هو ممثل أمريكي، ولد في 4 أغسطس 1904 في الولايات المتحدة، وتوفي بنفس المكان في 1963 بسبب سرطان.

## وصلات خارجية
- ثيودور نيوتن على موقع IMDb (الإنجليزية)
- ثيودور نيوتن على موقع قاعدة بيانات برودواي على الإنترنت (الإنجليزية)
- ثيودور نيوتن على موقع قاعدة بيانات برودواي على الإنترنت (الإنجليزية)
- ثيودور نيوتن على موقع إن إن دي بي (الإنجليزية)
- ثيودور نيوتن على موقع قاعدة بيانات الفيلم (الإنجليزية)